# Truro
Truro je město v anglickém hrabství Cornwall. Je jeho administrativním centrem, jediným městem v tomto hrabství se statutem „city“ a nejjižněji položeným městem s tímto statutem ve Velké Británii. Město je důležitým centrem hrabství, významné svým přístavem a doly na cín. Truro je také známé svou katedrálou dokončenou v roce 1910.

## Historie
Nejstarší dochované známky osídlení pocházejí z období Normanů. Ve 12. století nechal Richard de Lucy postavit hrad na pozemcích v Cornwalu, které mu věnoval král Jindřich II. za jeho služby dvoru ve funkci nejvyššího soudce. Tyto pozemky se nacházely poblíž soutoku dvou řek a Richard de Lucy nechal vybudovat v okolí hradu i město.
Na počátku 14. století bylo Truro důležitým přístavem těžícím z polohy ve vnitrozemí mimo dosah nájezdníků a z příjmů z rybářství. Později se stalo Truro jedním z cornwallských měst, kde se těžil cín a vyráběla měď. S příchodem epidemie moru (Black Death) došlo k poklesu obchodu, odlivu obyvatel a město se dostalo do zanedbaného stavu.
Obchod se do Trura vrátil na základě podpory královského dvora a v době vlády Tudorovců město znovu prosperovalo. V roce 1589 se město stalo samosprávným na základě privilegia uděleného Alžbětou I., mohlo volit starostu a získalo kontrolu nad přístavem Falmouth.
V době občanské války vyslalo Truro velký vojenský oddíl na podporu krále a royalistů a založilo mincovnu. Po porážce od parlamentaristů v roce 1646 byla mincovna přestěhována do Exeteru. Dalším neúspěchem bylo pozdější osamostatnění Falmouthu, který získal moc nad svým přístavem.
V 18. a 19. století město prosperovalo díky zdokonalení hornických technologií a zvyšujících se cen cínu. Truro se stalo městem bohatých vlastníků dolů. Bohatství se odrazilo ve stavbě honosných domů v georgiánském a viktoriánském stylu, z nichž některé se dochovaly například na Lemon Street.
Význam města stoupl i na konci 19. století. Železniční spojení s přímými spoji do Londýna bylo uvedeno do provozu roku 1860. Roku 1876 bylo ustanoveno ve městě biskupství. Příští rok udělila královna Viktorie Truru status města. Na počátku 20. století význam těžby cínu poklesl, ale město si uchovalo svůj význam jako administrativní a obchodní centrum hrabství.

## Geografie
Truro se nachází v centru Cornwallu asi 14 km od jižního pobřeží na soutoku řek Kenwyn a Allen, které se poté stávají řekou Truro. Řeka Truro je přítokem řeky Fal, která ústí do moře. Údolí v okolí řeky vytváří pánev obklopující město na severu, západě a východu a je otevřená na jih směrem k řece. Příkré srázy údolí spolu s vydatnými srážkami zavodňujícími řeky a potoky v okolí byly příčinou velké povodně v roce 1988, která způsobila velké škody v centru města. Po této události byly vybudovány protipovodňové zábrany včetně hráze u New Mill na řece Kenwyn a přílivové bariéry na řece Truro.

## Správa
Rada města Truro spravuje místní parky, zahrady a jiná veřejná prostranství a organizaci městských událostí a ve spolupráci s radou distriktu Carrick a radou hrabství Cornwall se podílí na agendách, které spadají do pravomoci těchto vyšších správních orgánů – plánování dopravní infrastruktury, územních rozvojových plánů a ochraně životního prostředí. Město je rozděleno do čtyř volebních obvodů – Boscawen, Moresk, Tregolls a Trehaverne. Rada města má 24 radních, kteří jsou voleni na čtyřleté období.

## Doprava

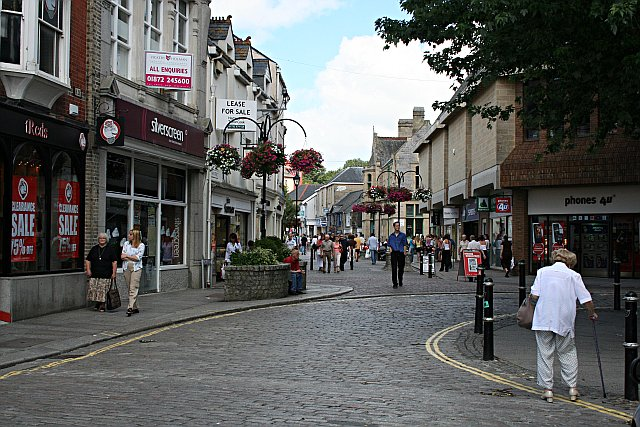
Ulice města

První železniční stanice byla otevřena společností West Cornwall Railway u Highertownu roku 1852 a vlaky odsud směřovaly do Redruthu a Penzance. Trať byla roku 1855 rozšířena až k Newhamu u řeky Truro. Po prodloužení trati až do Plymouthu byla postavena nová železniční stanice poblíž centra města. V současnosti má město přímé železniční spojení s Londýnem.
Městská hromadná doprava je zajišťována hustou sítí autobusových linek, které provozují dopravní společnosti Truronian a First Group. Hlavní autobusové nádraží se nachází poblíž Lemon Quay.
Hlavním letištěm v Cornwallu je letiště Newquay Airport, které se nachází asi 19 km na sever od města. Je jedním z nejrychleji se rozvíjejících se regionálních letišť. Odbavuje vnitrostátní linky na Gatwick, Stansted a mezinárodní například do Düsseldorfu, Ženevy, Chambéry, Alicante, Girony, Curychu nebo Saint-Brieuc.

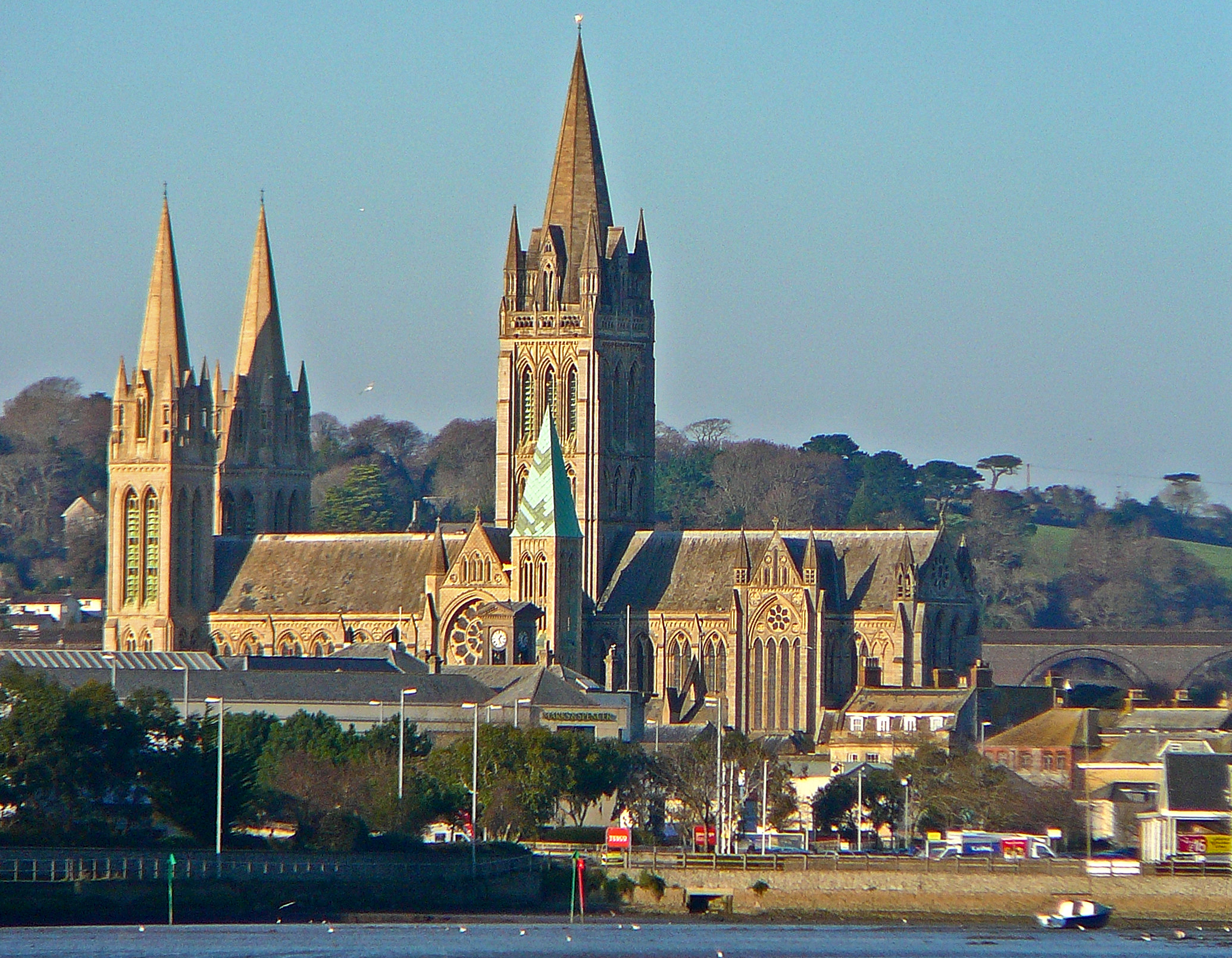
Katedrála v Truro

## Turistické atrakce
Největší turistickou atrakcí města je novogotická katedrála vysoká 76m. Byla postavená v letech 1880–1910 na místě, kde původně stál kostel Panny Marie, vysvěcený před 600 lety. Dále se ve městě nachází georgiánské terasy a domy podél Walsingham Place a Lemon Street. Největším lákadlem pro místní obyvatele je množství obchodů, specializovaných prodejen a trhů.
Královské cornwallské muzeum (Royal Cornwall Museum) je nejstarším a nejdůležitějším muzeem v Cornwallu. Obsahuje archeologické, umělecké a geologické sbírky zobrazující bohatou historii regionu.